# Евдокименко, Анатолий Кириллович
Анато́лий Кири́ллович Евдоки́менко (укр. Анатолій Кирилович Євдокименко; 20 января 1942, Капитановка; Одесская область), УССР, СССР — 23 октября 2002, Киев, Украина) — советский и украинский музыкант, руководитель ансамбля «Червона рута»; народный артист Украины (1992).
Муж народной артистки СССР Софии Ротару.

## Биография
Родился 20 января 1942 года в селе Капитановка Одесской области в семье военного и строителя Кирилла Фёдоровича Евдокименко и учительницы младших классов Клавдии Ивановны Евдокименко. В семье было два сына, старший — Валерий, младший — Анатолий.
Когда родился Евдокименко, его отец, кадровый военный, попал в лагерь, семья не знала, жив ли он. В эвакуацию они уехали в маленькое село в Одесской области, когда начался голод, мать уехала с сыновьями к дальним родственникам, к дяде, писателю Николаю Бурбаку, который жил недалеко от Черновцов, когда переехали, то узнали, что отца из лагеря перевели в штрафбатальон, в конце 1946 года отец вернулся домой полностью реабилитированным
Родители купили сыновьям скрипку, хотя старший сын Валерий просил аккордеон, а Анатолий научился играть на скрипке, в то время они жили в Черновцах. Поступил в текстильный техникум, из-за желания быстрее начать зарабатывать, был распределён на хлопкопрядильную фабрику, но там ему не понравилось, у него была аллергия на запахи и пыль, и он поступил в университет на физический факультет, занимался оптикой, во время учёбы начал играть на трубе в оркестре.
Окончил физико-математический факультет Черновицкого университета.
Его брат Валерий стал первым секретарем обкома комсомола, брат настоял на том, чтобы Анатолий стал музыкантом и бросил профессию физика. Анатолий начинал работать на свадьбах и в ресторанах, это ему приносило больше денег, чем зарплата инженера.
Был мужем и режиссёром-постановщиком всех концертных программ Софии Ротару. Был руководителем ансамбля «Червона рута».
Скончался 23 октября 2002 года на 61-м году жизни от инсульта.
Похоронен на Байковом кладбище в Киеве.

## Семья
Мать — Клавдия Ивановна Евдокименко (15.07.1918 — 2003). Отец — Кирилл Фёдорович Евдокименко.
Брат — Валерий Евдокименко (род. 4 февраля 1939; Фрунзовка; Одесская область), доктор экономических наук, профессор, проректор по научной работе Буковинского государственного финансово-экономического университета, был помощником губернатора, в 1968 году был первым секретарем обкома комсомола, в 1974 году был первым секретарем горкома партии.
Сын — Руслан Евдокименко (род. 24 августа 1970), музыкальный продюсер.

## Память
- В 2003 году улицу в Черновцах, на которой жил Анатолий Евдокименко, назвали его именем.

## Фильмография
- 1971 — Червона рута
- 1980 — Где ты, любовь? — эпизод
- 1981 — Душа — руководитель ансамбля «Тайфун»